# 彰德街道
彰德街道，原为古蔺镇，是中华人民共和国四川省泸州市古蔺县下辖的一个乡镇级行政单位。2020年6月9日，撤销古蔺镇，设立彰德街道，将原古蔺镇彰德社区、兰馨社区、崇文社区、奢香社区、胜蔺街社区、商业街社区、西城街社区、香山村、成龙村、飞龙村、太平街村、建国村、联合村、龙坪村、枣林村、芭蕉村、宝灵村、三道水村、光辉村、漆山村、小水村、长岭村和德耀镇福来村1至2组及黄荆镇龙爪村所属行政区域划归彰德街道管辖。原古蔺镇东城社区、城北街社区、东新街社区、火星村、广惠村、朝阳村、金山村、北朝村、青阳村、玉田村、王堂村、头道河村所属行政区域为金兰街道的行政区域。

## 行政区划
彰德街道下辖以下地区：
西城街社区、胜蔺街社区、东新街社区、城北街社区、奢香社区、崇文社区、兰馨社区、飞龙村、火星村、太平街村、长沙村、头道河村、龙坪村、枣林村、映月村、联合村、建国村、香山村、成龙村、三道水村、漆山村、保灵村、芭蕉村、长岭村、光辉村、小水村、玉田村、广惠村、王堂村、青阳村、北朝村、金山村和朝阳村。